# António Jaca
Dom António Francisco Jaca, S.V.D. (Malanje, Angola, 3 de novembro de 1963) é um sacerdote católico que desde 2018 é bispo da Diocese de Benguela. Foi de 2007 a 2018 o 1° bispo da Diocese de Caxito e até 2020 foi administrador apostólico da mesma.

## História
Fez os primeiros votos em 1987, ordenando-se sacerdote em 1990. Desde 2002 desempenhava o cargo de Provincial do Verbo Divino em Angola, tornando-se o primeiro bispo Verbita natural de Angola. A 6 de junho de 2007 foi nomeado Bispo da Diocese de Caxito pelo Papa Bento XVI, aquando da erecção daquela nova diocese, sendo o seu primeiro Bispo. Com a sua nomeação, a Congregação do Verbo Divino passou a contar com 51 bispos distribuídos por dioceses em todos os continentes.